# Vraux
Vraux est une commune française, située dans le département de la Marne en région Grand Est.

## Géographie
La commune de Vraux se situe au nord-ouest de Châlons-en-Champagne. Le village est arrosé par le Fossé des Eaux Bâtardes (en provenance des Grandes-Loges) et de la Gravelotte. Le canal latéral à la Marne passe également au sud de Vraux. Le village est traversé par la route départementale 1 ainsi que par la Gravelotte et La Presle.
|       | Les Grandes-Loges |         |
| Aigny | Vraux             | Juvigny |
|       | Aulnay-sur-Marne  |         |

### Topographie
La première mention est Varaus dans le polyptyque de Rémi.

### Hydrographie
La commune est dans la région hydrographique « la Seine de sa source au confluent de l'Oise (exclu) » au sein du bassin Seine-Normandie. Elle est drainée par le canal latéral à la Marne, la Gravelotte, la Presle et le canal d'Alimentation,.
Le canal latéral à la Marne est un canal, chenal navigable de 67 km reliant Vitry-le-françois à Mardeuil où il se jette dans la Marne.
La Gravelotte, d'une longueur de 12 km, prend sa source dans la commune de La Veuve et se jette  dans la Marne à Aigny, après avoir traversé quatre communes.

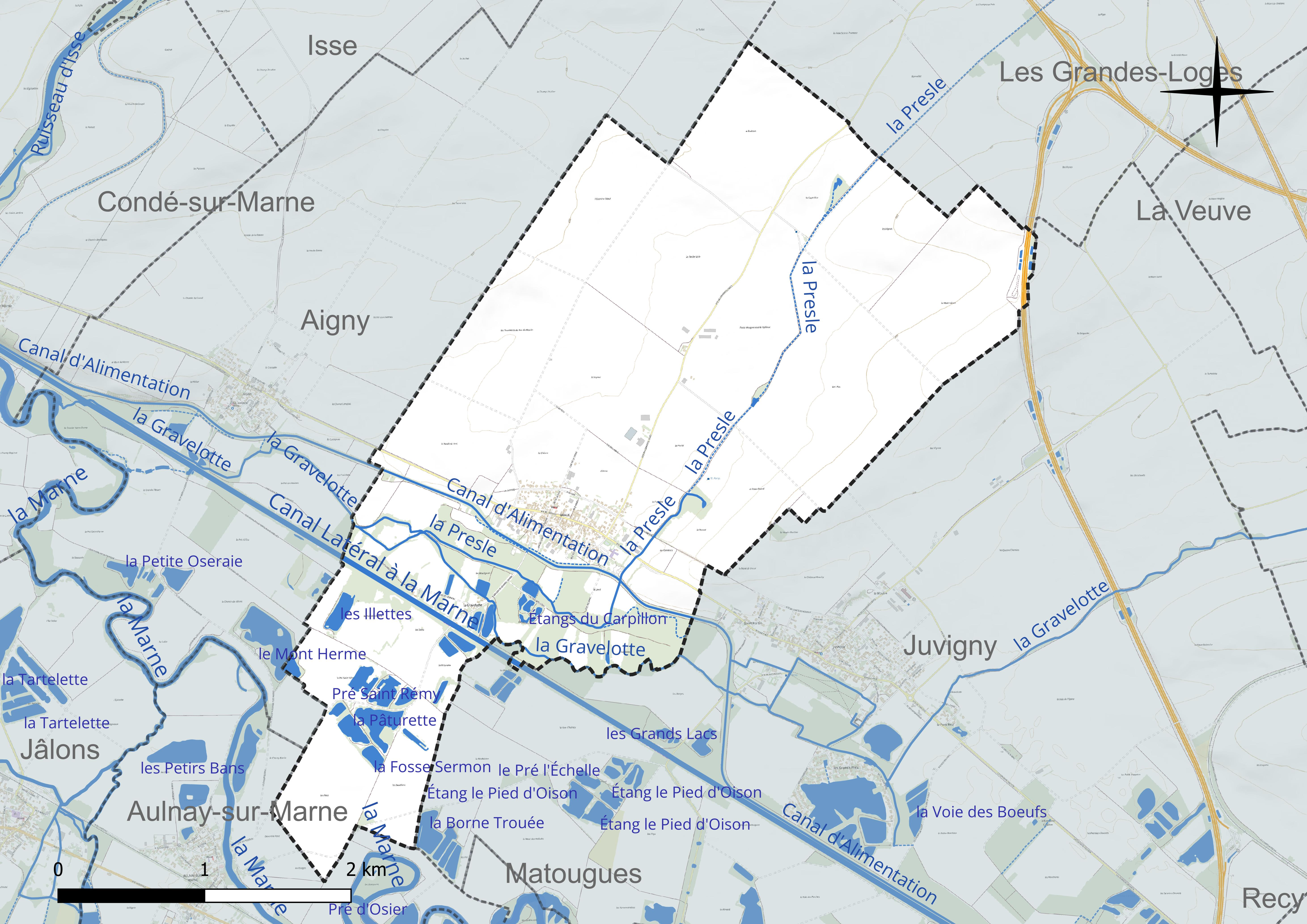
Réseau hydrographique de Vraux.

Sept plans d'eau complètent le réseau hydrographique : la fosse Sermon (1,4 ha), la Pâturette (2,2 ha), le Mont Herme, d'une superficie totale de 8,9 ha (1 ha sur la commune), les étangs du Carpillon (0,4 ha), les Illettes (2,6 ha), Pré Saint Rémy (2,2 ha) et Pré Saint-Rémy (2,1 ha),.

### Climat
Pour des articles plus généraux, voir Climat du Grand Est et Climat de la Marne.
En 2010, le climat de la commune est de type climat océanique dégradé des plaines du Centre et du Nord, selon une étude du Centre national de la recherche scientifique s'appuyant sur une série de données couvrant la période 1971-2000. En 2020, Météo-France publie une typologie des climats de la France métropolitaine dans laquelle la commune est exposée à un climat océanique altéré et est dans la région climatique Nord-est du bassin Parisien, caractérisée par un ensoleillement médiocre, une pluviométrie moyenne régulièrement répartie au cours de l’année et un hiver froid (3 °C).
Pour la période 1971-2000, la température annuelle moyenne est de 10,1 °C, avec une amplitude thermique annuelle de 15,7 °C. Le cumul annuel moyen de précipitations est de 651 mm, avec 11,4 jours de précipitations en janvier et 8,2 jours en juillet. Pour la période 1991-2020, la température moyenne annuelle observée sur la station météorologique de Météo-France la plus proche, « Bouzy-Civc », sur la commune de Bouzy à 9 km à vol d'oiseau, est de 11,5 °C et le cumul annuel moyen de précipitations est de 687,5 mm. 
La température maximale relevée sur cette station est de 41,2 °C, atteinte le 25 juillet 2019 ; la température minimale est de −20,5 °C, atteinte le 16 janvier 1985,,.
Les paramètres climatiques de la commune ont été estimés pour le milieu du siècle (2041-2070) selon différents scénarios d'émission de gaz à effet de serre à partir des nouvelles projections climatiques de référence DRIAS-2020. Ils sont consultables sur un site dédié publié par Météo-France en novembre 2022.

## Urbanisme

### Typologie
Au 1er janvier 2024, Vraux est catégorisée commune rurale à habitat dispersé, selon la nouvelle grille communale de densité à sept niveaux définie par l'Insee en 2022.
Elle est située hors unité urbaine. Par ailleurs la commune fait partie de l'aire d'attraction de Châlons-en-Champagne, dont elle est une commune de la couronne,. Cette aire, qui regroupe 97 communes, est catégorisée dans les aires de 50 000 à moins de 200 000 habitants,.

### Occupation des sols
L'occupation des sols de la commune, telle qu'elle ressort de la base de données européenne d’occupation biophysique des sols Corine Land Cover (CLC), est marquée par l'importance des territoires agricoles (83,6 % en 2018), en diminution par rapport à 1990 (85,2 %). La répartition détaillée en 2018 est la suivante : 
terres arables (83,6 %), forêts (9,9 %), zones urbanisées (4 %), eaux continentales (2,5 %). L'évolution de l’occupation des sols de la commune et de ses infrastructures peut être observée sur les différentes représentations cartographiques du territoire : la carte de Cassini (XVIIIe siècle), la carte d'état-major (1820-1866) et les cartes ou photos aériennes de l'IGN pour la période actuelle (1950 à aujourd'hui).

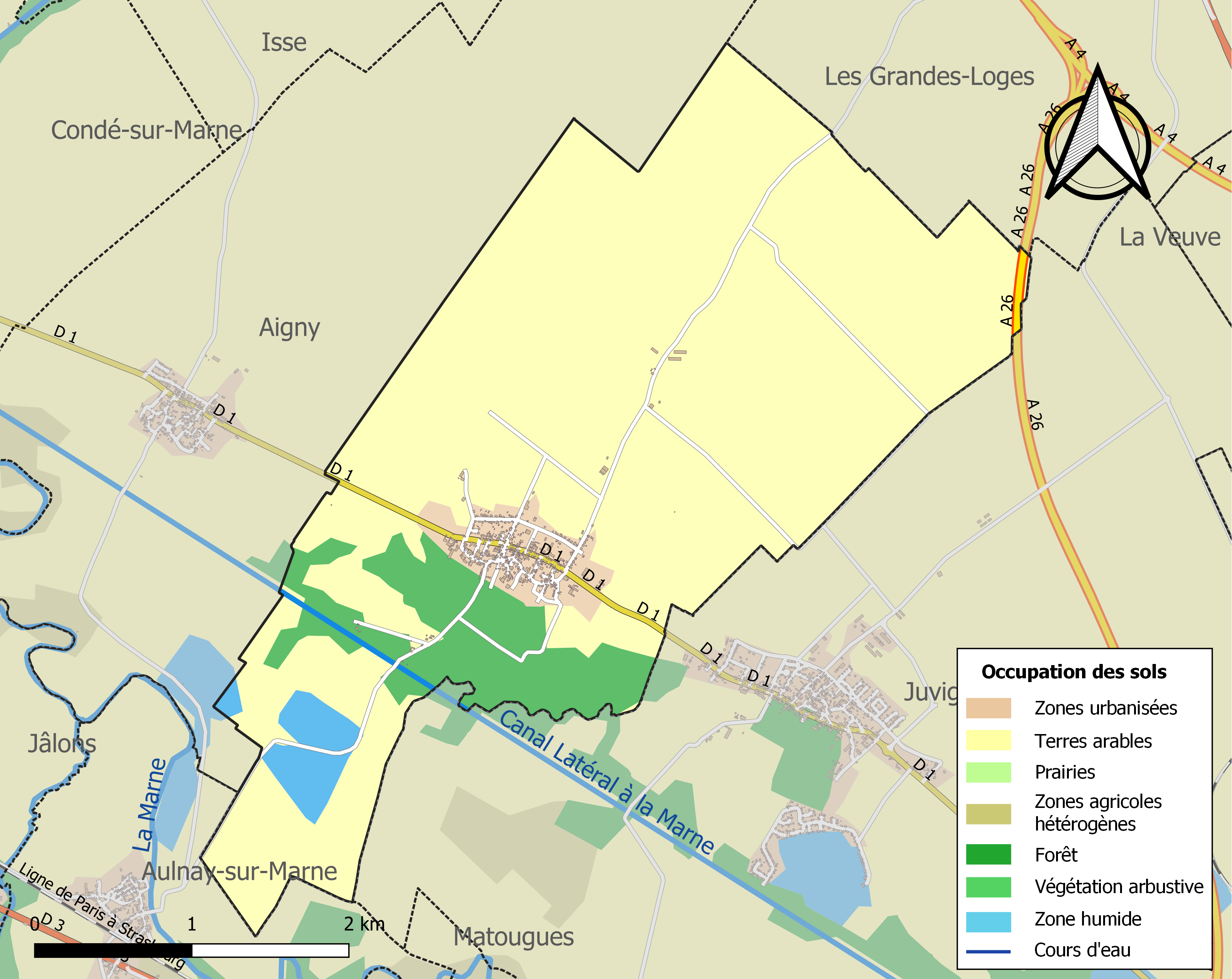
Carte des infrastructures et de l'occupation des sols de la commune en 2018 (CLC).

## Toponymie
Le nom de la localité est attesté sous les formes Varaus (commencement du XIe siècle) ; Verox, Verous (1124-1130) ; Verouz (1138) ; Veroue (1133-1142) ; Veroa (1147) ; Verau (1153) ; Veroacum (1192) ; Verol (1195) ; Veraut (1256) ; Vrau, Vraut (1278) ; Varau (1289) ; Vraudium (1303-1312) ; Vraux (1317) ; Vraus (1346) ; Veraud (1384) ; Vraud (1456) ; Vrault (1462) ; Verauld (1464) ; Vraulx (1673).

## Histoire
Une présence gauloise a été révélée lors de travaux pour le Chemins de fer de la Banlieue de Reims sur le mont de Vraux à la limite de Juvigny. Ce cimetière de plus de cent trente tombes avait aussi deux tombes à char, des éléments se trouvent au musée de Châlons. De même un autre cimetière d'une quarantaine de tombes au lieu-dit la Trampoire, une tombe à char à la fosse Moniat. Deux murs montrent une présence à la période augustéenne au Champs de Villiers. Vraux disposa dans les premiers mois de la Seconde Guerre mondiale d'un terrain d'aviation sur lequel, dans le contexte du déploiement en France du Corps expéditionnaire britannique (B.E.F) étaient déployés des avions britanniques. La Royal Air Force (dont le quartier général était à Reims), stationna ainsi pendant plusieurs mois des appareils britanniques de l'Advanced Air Striking Force (A.A.S.F) qui avaient pour tâche de soutenir l'Armée française lors de la drôle de guerre.

## Politique et administration

### Intercommunalité
Conformément au schéma départemental de coopération intercommunale de la Marne du 15 décembre 2011, la commune antérieurement membre de la communauté de communes de la Région de Condé-sur-Marne, est désormais membre de la nouvelle communauté d'agglomération de Châlons-en-Champagne.
Celle-ci résulte en effet de la fusion, au 1er janvier 2014, de l'ancienne communauté d'agglomération de Châlons-en-Champagne, de la communauté de communes de l'Europort, de la Communauté de communes de Jâlons (sauf la commune de Pocancy qui a rejoint la communauté de communes de la Région de Vertus) et de la communauté de communes de la Région de Condé-sur-Marne,.

### Liste des maires
La mairie est ouverte les lundis de 15 h à 20 h, les mercredis de 8 h 30 à 14 h et les vendredis de 9 h à 12 h 30 et de 15 h à 18 h 30.

## Démographie
Les habitants de la commune sont les Vrautiers et les Vrautières.
L'évolution du nombre d'habitants est connue à travers les recensements de la population effectués dans la commune depuis 1793. Pour les communes de moins de 10 000 habitants, une enquête de recensement portant sur toute la population est réalisée tous les cinq ans, les populations de référence des années intermédiaires étant quant à elles estimées par interpolation ou extrapolation. Pour la commune, le premier recensement exhaustif entrant dans le cadre du nouveau dispositif a été réalisé en 2005.

En 2022, la commune comptait 462 habitants, en évolution de +0,43 % par rapport à 2016 (Marne : −1,19 %, France hors Mayotte : +2,11 %).
| 1793 | 1800 | 1806 | 1821 | 1831 | 1836 | 1841 | 1846 | 1851 |
| ---- | ---- | ---- | ---- | ---- | ---- | ---- | ---- | ---- |
| 425  | 389  | 415  | 404  | 411  | 443  | 460  | 484  | 464  |

| 1856 | 1861 | 1866 | 1872 | 1876 | 1881 | 1886 | 1891 | 1896 |
| ---- | ---- | ---- | ---- | ---- | ---- | ---- | ---- | ---- |
| 464  | 438  | 423  | 407  | 397  | 383  | 369  | 341  | 324  |

| 1901 | 1906 | 1911 | 1921 | 1926 | 1931 | 1936 | 1946 | 1954 |
| ---- | ---- | ---- | ---- | ---- | ---- | ---- | ---- | ---- |
| 345  | 318  | 301  | 291  | 292  | 279  | 281  | 303  | 325  |

| 1962 | 1968 | 1975 | 1982 | 1990 | 1999 | 2005 | 2006 | 2010 |
| ---- | ---- | ---- | ---- | ---- | ---- | ---- | ---- | ---- |
| 301  | 315  | 311  | 309  | 329  | 391  | 481  | 481  | 473  |

| 2015 | 2020 | 2022 | - | - | - | - | - | - |
| ---- | ---- | ---- | - | - | - | - | - | - |
| 465  | 456  | 462  | - | - | - | - | - | - |

## Culture et patrimoine

### Exemples photographiques

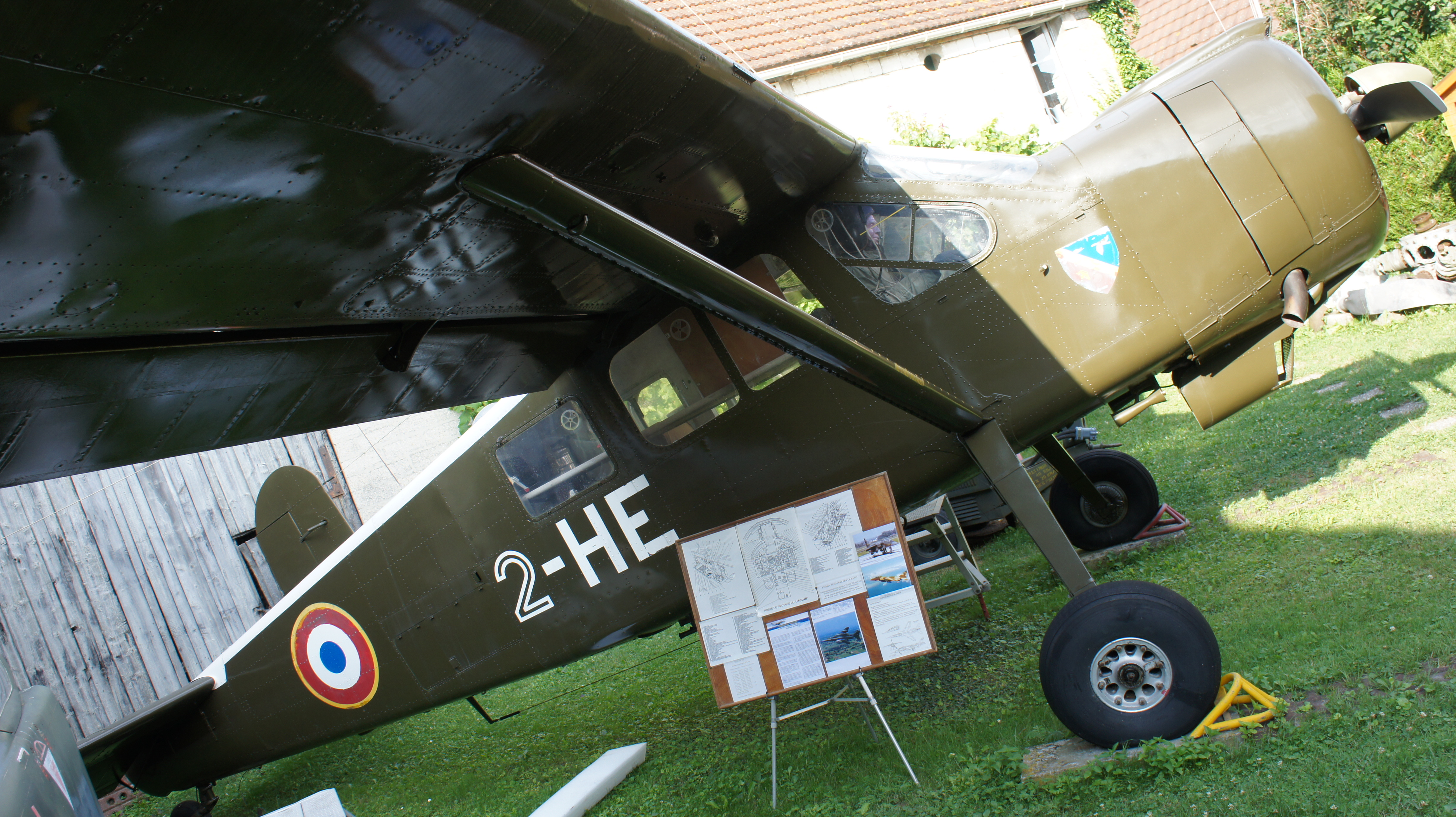
Un Broussard à l'entrée du musée.
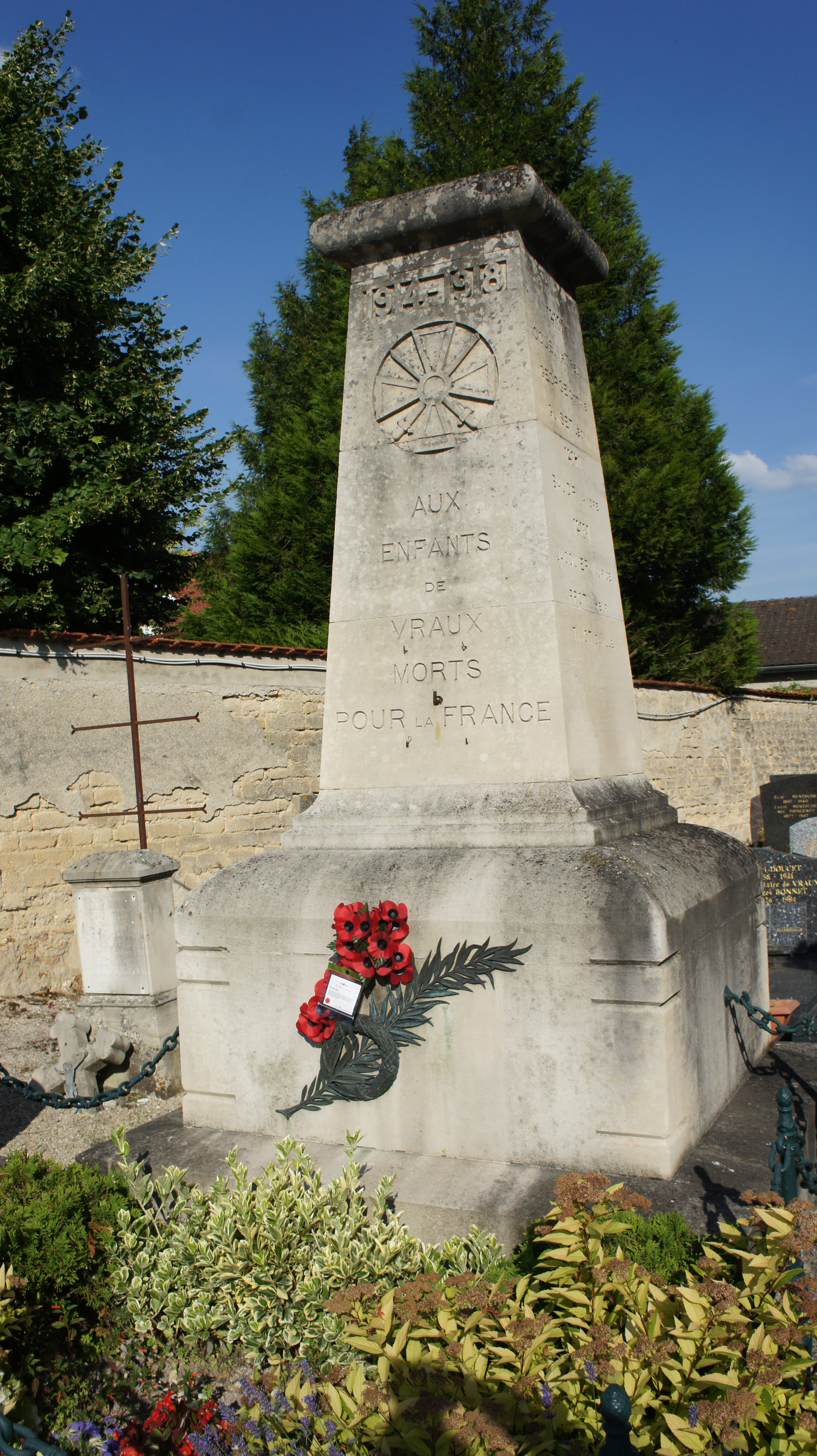
Monument aux morts au cimetière.
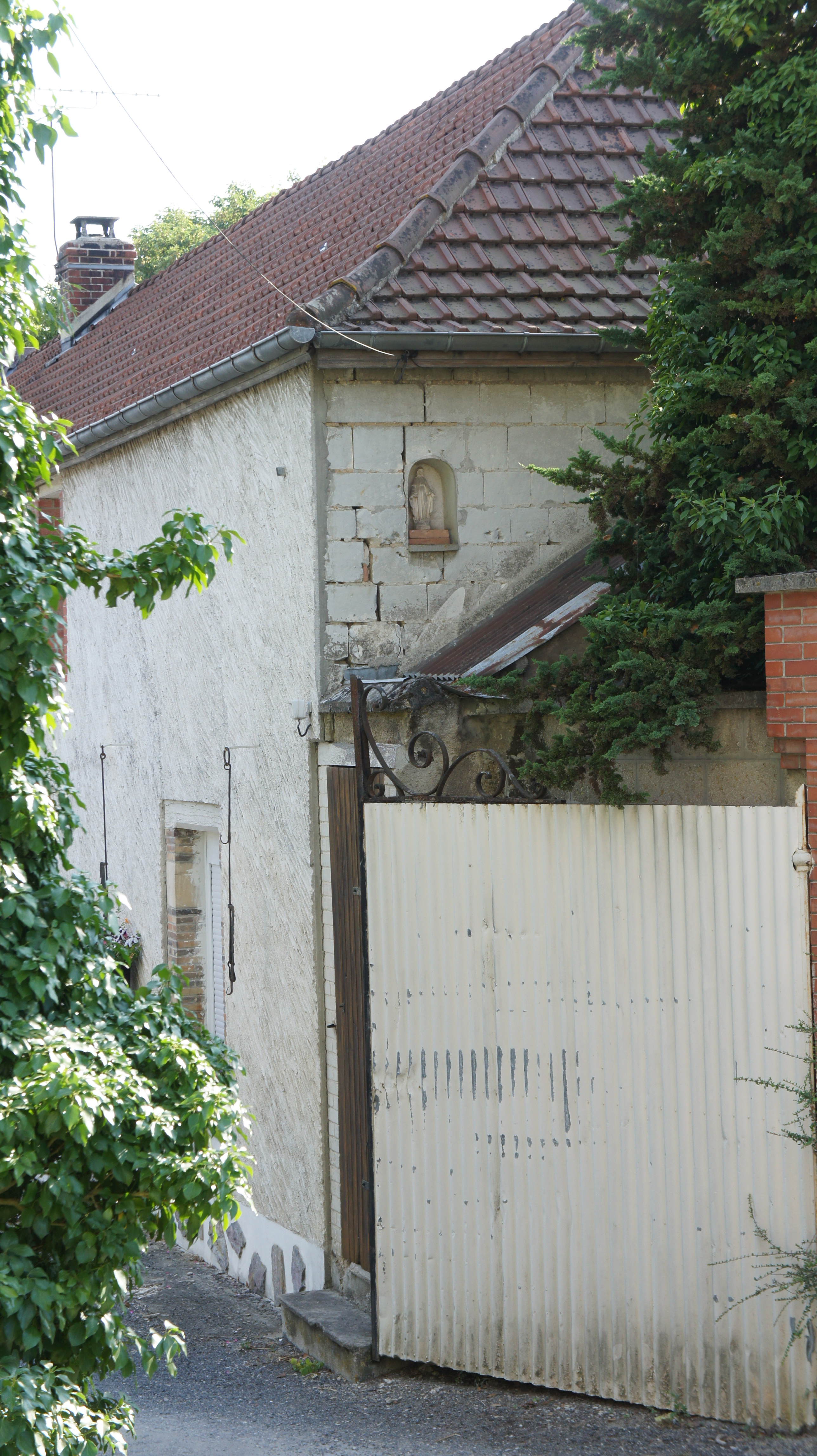
Exemple de niche à la Vierge.
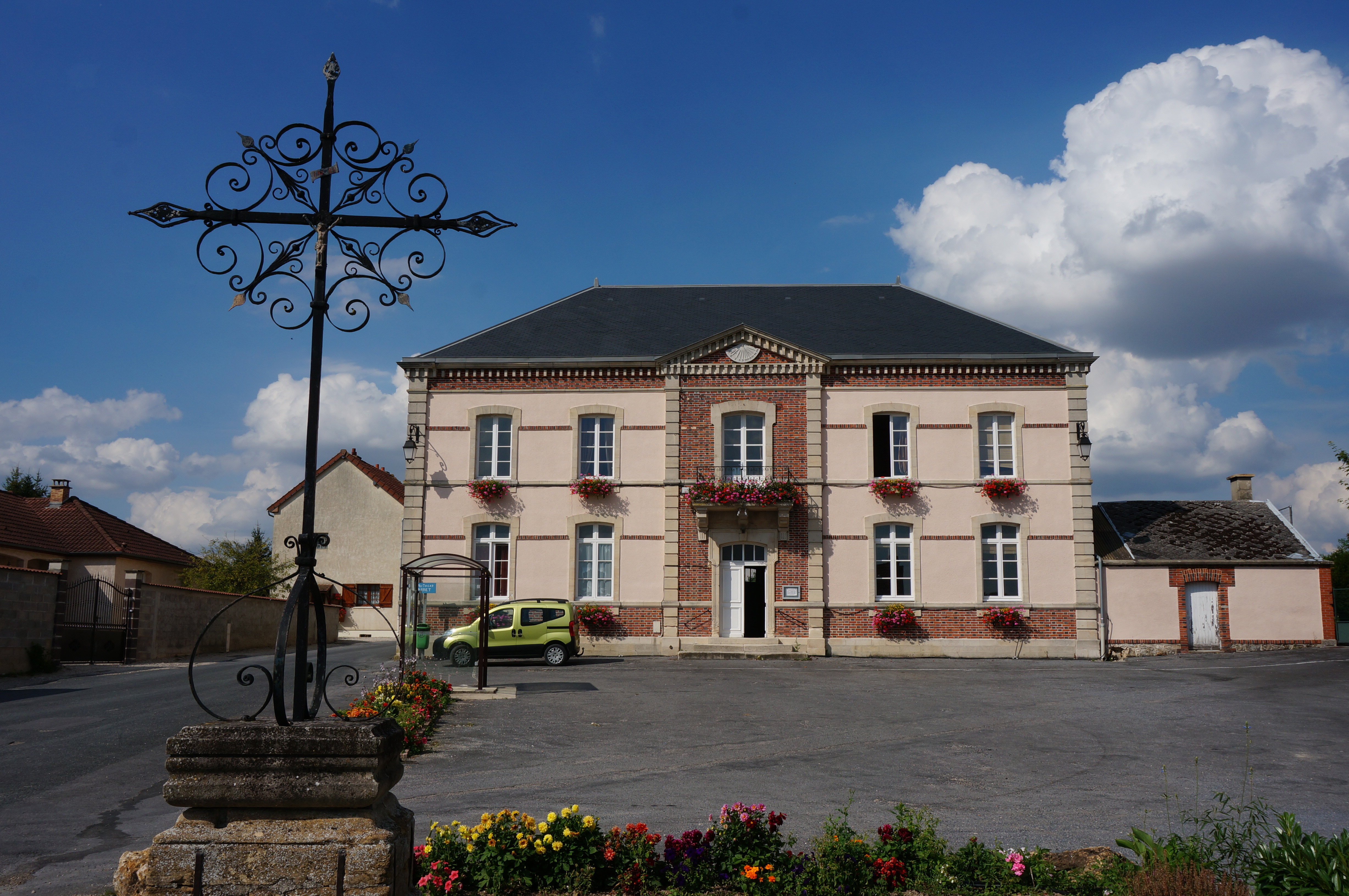
Mairie et croix de chemin.
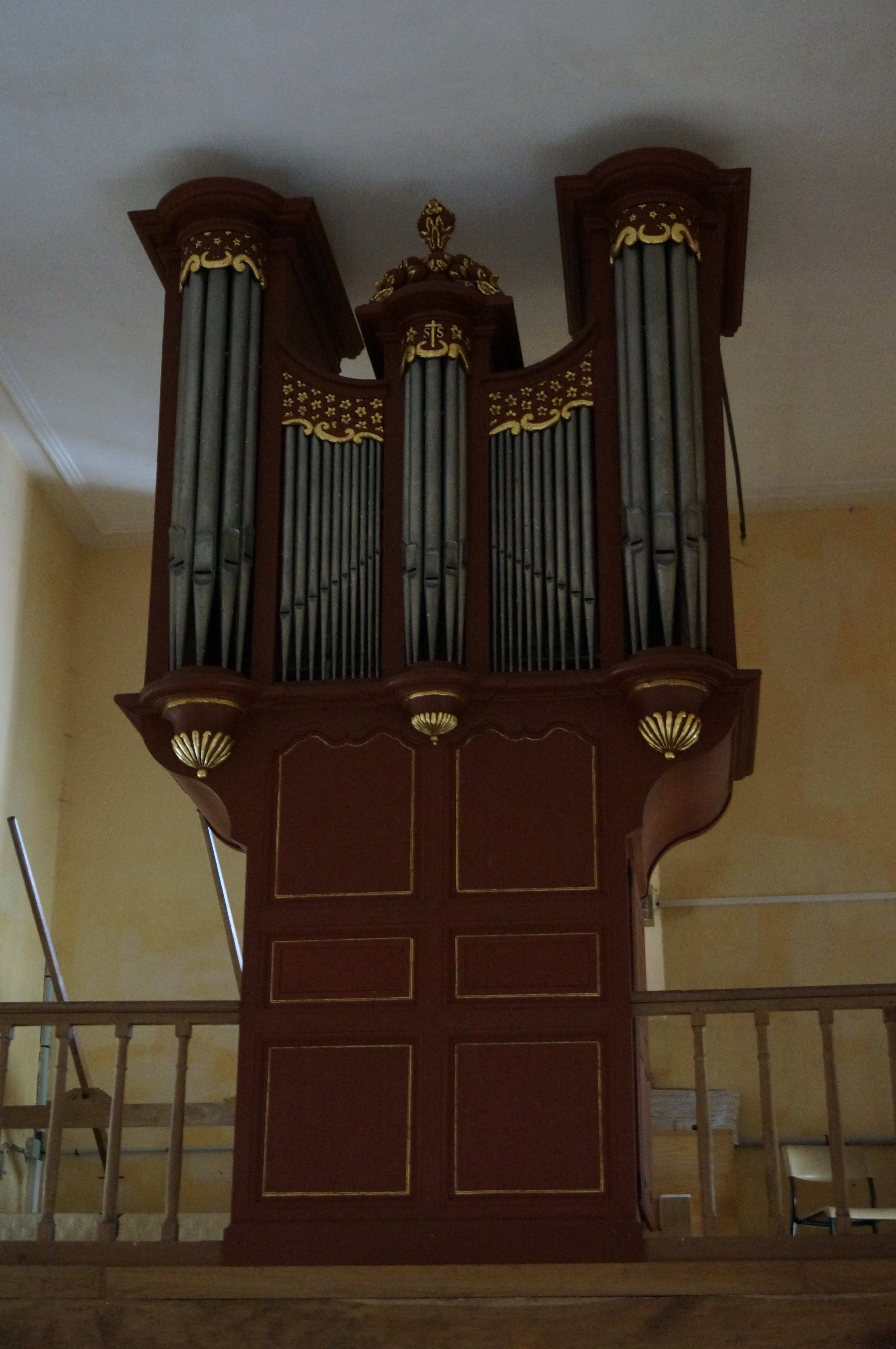
L'orgue de l'église de Vraux.

### Lieux et monuments
- Le Musée du terrain d'aviation militaire de Condé-Vraux, qui retrace l'histoire de ce terrain de desserrement de la base aérienne 112 de 1939 à 1945.
- L'église Saint-Laurent de Vraux date des XIIe et XVe siècles. Elle est classée monument historique depuis 1920[29]. Elle fait partie de la paroisse Saint-Paul des Quatre Voies, dans le diocèse de Châlons-en-Champagne[30]. L'orgue de l'église du XVIIIe siècle est également classé monument historique, au titre objet[31].
- De nombreuses maisons du village ont une statue de la Vierge dans une niche de façade.
- Non loin de la route dite des Grandes Loges menant de la Nationale 44 à Vraux : un monument mémorial (avec hélice tripale) rappelant que Vraux accueillit en 1939-40 un escadron de la RAF Advanced Air Striking Force.

### Fouilles archéologiques
Un cimetière de la Tène a été découvert au lieu-dit la Buisson-des-Lapins ou la Trampoire qui comprenait une tombe à char et une quarantaine de sépultures.
Un autre de plus de cent trente tombes et deux tombes à char fut mis au jour lors des travaux pour le C.B.R. au lieu-dit Mont-de-Vraux à cheval sur le territoire de Juvigny.

### Personnalités liées à la commune
- Sainte Pompse, sœur de saint Gibrien, s'installa dans la commune au VIIe siècle.